# Paul Lieberstein
Paul Bevan Lieberstein (22 de fevereiro de 1967, Westport) é um ator, roteirista, produtor de televisão e diretor de televisão americano, mais conhecido por interpretar o personagem Toby Flenderson na série da NBC The Office.

## Vida pessoal
Filho de Judith Lieberstein e Stanley Lieberstein, Paul cresceu em Westport. Ainda no ensino médio, escreveu e produziu com um amigo um episódio de televisão. Depois, estudou no Hamilton College em Nova York, onde se graduou em 1989 com especialização em Economia. Após a faculdade, trabalhou por alguns meses como auditor na Peat Marwick International, e depois no escritório de advocacia de seu pai. É irmão da autora, produtora e executiva Susanne Daniels, casada com o roteirista e diretor Greg Daniels. Também é irmão do escritor e produtor Warren Lieberstein, que foi casado com Angela Kinsey.
Mudou-se para Los Angeles, onde produziu com um parceiro roteiros originais e episódios especulativos de programas de televisão. Foi um roteiro de amostra para Os Simpsons que os fez serem notados. Assim, seu primeiro emprego na televisão foi como roteirista em uma temporada de Clarissa Explains it All. Escreveu em outras produções e em 2005 Greg Daniels o contratou como produtor executivo e escritor para a série The Office, onde estreou como ator, no papel de Toby Flenderson, e depois como diretor na quarta temporada. Pelo trabalho na série, ganhou dois Screen Actors Guild Awards por Melhor Elenco em Série de Comédia, um Emmy por Melhor Série de Comédia e honrarias do Writers Guild of America. No total, foi nomeado nove vezes ao Emmy, vencendo por King of the Hill e por The Office.
É casado desde julho de 2008 com Janine Serafin Poreba, instrutora no departamento de inglês como segunda língua no Santa Monica College. Em 2011, Lieberstein recebeu o grau honorário de Doutor em Belas Artes do Hamilton College.

## Filmografia
- Clarissa Explains it All, programa Nickelodeon – roteiro[4]
- Weird Science, série USA Network – roteiro[4]
- The Naked Truth, série ABC/NBC – roteiro[2]
- King of the Hill, série Fox – produtor e roteiro[2][4]
- The Drew Carey Show, série ABC – produtor e roteiro[2]
- The Bernie Mac Show, série Fox – produtor e roteiro[2]
- Greg the Bunny, série Fox – produtor e roteiro[2]
- The Office, série NBC – produtor executivo, roteirista, ator e diretor[2]
- The Goods: Live Hard, Sell Hard, filme – ator convidado
- Bad Teacher, série CBS – ator convidado[2]
- The Newsroom, série HBO – ator convidado[2]
- The Mindy Project, série Fox e Hulu – ator convidado[2]
- People of Earth, série TBS – ator convidado[7]
- Song Of Back And Neck, filme – diretor, roteirista e ator[8]
- Ghosted, série Fox – produtor e roteiro[9]
- Space Force, série Netflix – produtor executivo e roteiro[10]
- Out of Office, filme Comedy Central – roteirista, diretor e ator[2]
- Lucky Hank – produtor executivo, roteirista e ator[2][11]